# Complejo volcánico de Sintra
El Complejo Volcánico de Sintra es una zona volcánica de Portugal, situado en el distrito de Lisboa, en el municipio de Sintra. Al N de la capital del distrito, que es Lisboa.

## Aspecto
Se trata de un complejo volcánico perteneciente a la Provincia Ígnea Ibérica del Cretácico Superior. La sierra está formada por muchos domos volcánicos que fueron antiguos estratovolcanes. También se puede encontrar valles redondeados que fueron calderas y algún cono aislado del complejo. Su mayor pico tiene una altitud de 529 m s. n. m.

## Vulcanismo
Está formado por rocas ígneas de tipo alcalino, con abundante basalto y diques aislados, con algún cuarzo suelto. Esta sierra volcánica se formó a partir de una gran falla que atraviesa diagonalmente la zona S de Portugal. Esa falla es llamado como la falla de Sintra-Sines-Monchique (FSSM), en que el complejo está encima de ella. La falla también creó otros complejos como el complejo volcánico de Sines, el de Lisboa y el complejo volcánico de Monchique.

## Alrededores
El complejo volcánico es considerado monumento natural y cultural de la UNESCO, gracias a los castillos que rodean, entre el más famoso, el del palacio de Pena. También, por los alrededores hay campos de golfs y hoteles con aguas termales.